# Мисник Михайло Іванович
Михайло Іванович Мисник (Міснік) (14 листопада 1913, село Краснопілля Кролевецького повіту Чернігівської губернії, тепер Новгород-Сіверського району Чернігівської області — 28 травня 1999, місто Москва, Російська Федерація) — радянський державний діяч, заступник голови Держплану СРСР, 1-й заступник голови Держплану РРФСР. Депутат Верховної ради РРФСР 5—6-го скликань.

## Життєпис
Трудову діяльність розпочав у 1930 році тальманом торгового порту Владивостока.
У 1930—1931 роках — інструктор із профспілкової праці крайового комітету Спілки працівників місцевого транспорту в Хабаровську.
З 1931 до 1932 року працював токарем у місті Усть-Камчатський Камчатської області.
У 1932—1938 роках — студент Далекосхідного політехнічного інституту в місті Владивостоці.
У 1938—1941 роках — начальник електростанції, головний енергетик заводу № 389 міста Черемхово Іркутської області.
У 1941—1950 роках — головний механік та енергетик, заступник директора, директор заводу № 364 міста Комсомольська-на-Амурі.
Член ВКП(б) з 1943 року.
У 1950—1951 роках — завідувач відділу легкої промисловості Хабаровського крайового комітету ВКП(б).
У 1951—1952 роках — секретар Хабаровського крайового комітету ВКП(б).
У 1952—1953 роках — заступник міністра рибної промисловості СРСР.
У 1953 році — уповноважений Міністерства легкої та харчової промисловості СРСР по рибній промисловості Далекого Сходу.
У 1953—1954 роках — начальник Головдальсхідрибпрому.
У 1954—1956 роках — заступник голови виконавчого комітету Хабаровської крайової ради депутатів трудящих.
У 1956 році — заступник міністра рибної промисловості СРСР.
У 1956—1957 роках — заступник міністра рибної промисловості Російської РФСР.
У травні 1957 — травні 1960 року — голова Ради народного господарства (раднаргоспу) Хабаровського економічного адміністративного району.
У 1960—1966 роках — 1-й заступник голови Держплану Російської РФСР.
У 1966—1973 роках — заступник голови Держплану СРСР.
У 1973—1984 роках — заступник голови комісії президії Ради міністрів СРСР.
З 1984 року — персональний пенсіонер союзного значення в Москві.
Помер 28 травня 1999 року в Москві. Похований на Троєкуровському цвинтарі Москви.

## Нагороди
- орден Леніна
- орден Жовтневої революції
- орден Вітчизняної війни І ст.
- орден Вітчизняної війни ІІ ст.
- два ордени Трудового Червоного Прапора
- орден «Знак Пошани»
- орден Дружби Народів
- медаль «За доблесну працю. В ознаменування 100-річчя з дня народження Володимира Ілліча Леніна» (1970)
- медалі